# LTV BGM-110
Il YBGM-110 SLCM era un missile da crociera, sviluppato dall'azienda americana Ling-Temco-Vought per conto della marina degli Stati Uniti d'America in competizione con il BGM-109 Tomahawk della General Dynamics poi risultato vincitore.

## Storia del progetto
All'inizio degli anni settanta del secolo scorso l'US Navy emise un requisito relativo ad un missile da crociera di piccole dimensioni lanciabile sia dagli aerei che dai normali tubi lanciasiluri dei sommergibili. Il nuovo ordigno, che poteva essere armato indifferentemente con una testata convenzionale o nucleare, ottenne la designazione provvisoria di SLCM. Nel 1971 ebbe inizio il programma di ricerca e sviluppo cui risposero sei aziende, ed al termine della selezione preliminare fu deciso di assegnare un contratto di produzione per sei missili ciascuna a General Dynamics e Ling-Temco-Vought.
Nel giugno 1972 l'amministrazione Nixon diede il via definitivo allo sviluppo del missile, e nel gennaio 1974 lo Stato maggiore dell'US Navy autorizzò definitivamente lo sviluppo delle proposte presentate dalle due società. I due progetti ottennero rispettivamente la designazione di YBGM-109 e YBGM-110. Per i propulsori l'US Navy decise, d'autorità, di assegnare il turbofan Teledyne CAE F106 al prodotto della LTV e il Williams F107 al rivale General Dynamics.

## Tecnica
Lo YBGM-110A era un missile di crociera a cambiamento d'ambiente, dotato di un propulsore turbofan Teledyne CAE Model 471-11DX a propellente solido e di un booster per il lancio. L'ala era costruita in fibra di vetro in un unico pezzo, immagazzinata longitudinalmente nel corpo del missile, e ruotava di  90° gradi all'atto della fuoriuscita. Le superfici di coda erano tre alette ricurve, posizionate alla fine della fusoliera, poco prima del tubo di scarico del propulsore. La carica bellica poteva essere costituita da una carica normale ad alto esplosivo o da una termonucleare W80 Mod.0 da 200 kt.

## Impiego operativo
Le prove di lancio comparate iniziarono nei primi mesi del 1976. Il primo prototipo dell'YBGM-110 fu lanciato nel febbraio di quell'anno, ma il lancio non riuscì a causa del malfunzionamento del tubo di lancio del sottomarino. Anche il secondo lancio, avvenuto il 24 febbraio, diede esito negativo a causa della mancata apertura delle ali del missile subito dopo essere emerso sulla superficie del mare. A quell'epoca il rivale BGM-109 aveva già compiuto con successo due lanci, il 15 e il 17 febbraio. L'8 marzo successivo fu annunciata la fine di ogni ulteriore sperimentazione, ed il 17 dello stesso mese fu dichiarato vincitore il prodotto della General Dynamics. Ad influenzare la scelta fu anche il fatto che il missile BGM-110 era stato progettato espressamente per il lancio diretto da sommergibili, ed era di costruzione particolarmente robusta per resistere meglio alla pressione dell'acqua, mentre per il lancio da aerei risultava troppo pesante. Al contrario il prodotto General Dynamics per essere lanciato da sommergibili richiedeva un guscio protettivo che si staccava una volta emerso sulla superficie, mentre era particolarmente adatto al lancio da aerei per la sua leggerezza.

## Versioni
- YBGM-110A, versione  antinave (SLCM) lanciata da sommergibile.
- YBGM-110B, versione aviolanciata (ALCM) con possibilità di essere dotata di testata nucleare.

### Annotazioni
1. ↑  Questa misura comprendeva il booster, senza la lunghezza era di 5,43 m (17 ft 10 in).
2. ↑  Le specifiche dell'SLCM furono approvate dal Segretario di Stato alla Marina John William Warner nel corso del 1973.
3. ↑  Questo fatto causò le proteste ufficiali della LTV.

### Fonti
1. ↑  Werrell 1985, p. 192.
2. 1 2 3 4  Brigety II 2007, p. 61.
3. ↑  Werrell 1985, p. 194.
4. 1 2  Werrell 1985, p. 195.
5. 1 2 3  General Dynamics BGM-109 Tomahawk, in Flight International, 1 october 1977, pag.967.